# وانغ سوي
وانغ سوي (بالصينية: 王翠) هي دراجة صينية، ولدت في 15 أكتوبر 1989.

## وصلات خارجية
- وانغ سوي على موقع الاتحاد الدولي للدراجات (الإنجليزية)
- وانغ سوي على موقع أرشيف الدراجات (الإنجليزية)
- وانغ سوي على موقع إحصائيات الدراجات الإحترافية (الإنجليزية)